# Le Chant des fleuves

Le Chant des fleuves est un  film documentaire est-allemand réalisé par Joris Ivens, sorti en 1954.

## Synopsis
Les mouvements ouvriers qui se développent le long de six grands fleuves : Mississippi, Amazone, Gange, Nil, Yangzi Jiang et Volga.

## Fiche technique
- Titre original : Das Lied der Ströme
- Titre français : Le Chant des fleuves
- Réalisation : Joris Ivens, avec la collaboration de Robert Ménégoz pour les scènes d'action
- Scénario : Joris Ivens et Vladimir Pozner
- Photographie : Erich Nitzschmann, Anatoli Koloschin, Sacha Vierny, Maximilian Scheer
- Musique : Dmitri Chostakovitch
- Lyrics : Bertolt Brecht, Semion Kirsanov
- Chant : Paul Robeson, Ernst Busch
- Montage : Ella Ensink
- Genre : Documentaire
- Durée : 90 minutes
- Date de sortie  : 17 septembre 1954, en RDA

## Appréciation
« Hymne à la grandeur des hommes, à la lutte qui transforme la misère en splendeur, chant qui sonne fier et haut, ce film porte le grand réalisateur au point suprême de son art. Le Chant des fleuves a été l'une de nos découvertes majeures de ce festival de Karlovy Vary. »

— Georges Sadoul, Cahiers du cinéma n°40, novembre 1954

« Il s'agit d'une œuvre de génie aussi bien par la manière dont ce film renoue avec les traditions des plus grandes œuvres du passé, que par la hardiesse qui le fait préfigurer l'art et le cinéma de l'avenir. »

— Hélène Legotien, Esprit, juillet 1955